# Histoire de Batna
La ville de Batna, anciennement tribu du grand peuple berbère, selon le Conseiller rapporteur Urbain. Délimitation de la tribu des Ouled Chelih, cercle de Batna. N° 1351. (Séance du 23 janvier 1867), les ouled chelih font partie du cercle et de la subdivision de batna. a l'emplacement sur lequel est bati ce chef lieu a été prélevé sur leur territoire.
Pour un article plus général, voir Batna.
Le nom de Batna est issu de plusieurs versions, du mot arabe ﺒﻄﻦ (batn) signifiant littéralement « ventre ». Deux versions de la période française, celle de la bivouac de l'arabe N'bet Hena (Nous bivouaquons ici) et une version militaire. La dernière dit que le nom vient du nom de la déesse punique et phénicienne Rabetna, dépourvu du partitif Ra et légèrement déformé au cours du temps.
L'emplacement actuel de la ville faisait partie de la Numidie, où on a construit un temple consacre à la divinité Rabetna. Pendant l'époque de la Numidie cirtéenne sur le territoire de la ville a été construit un fort avec les ruines du temple de Rabetna en avant-poste de leurs positions afin de protéger la garnison centrale de Lambaesis. En 1738 le nom de la ville est apparu pour la première fois sur une carte.
À mi-route entre Constantine et Biskra en 1844, le colonel Buttafoco sous les ordres d'Henri d'Orléans a construit un camp militaire qui va vite devenir une petite ville européenne. En 1855, plusieurs cas de Paludisme et choléra ont touché Batna. De 1871 à 1916, la ville a fait objet d'attaque des soulèvements des Mokrani, Rahmaniya et des Ouled Soltane. Dès 1930, les poussées nationalistes conduiront les militants indigènes vers la lutte armée. Le 1er novembre 1954, la révolution éclate la guerre de libération nationale commence, et les Européens quittent la ville en masse.
Pendant les premières années de l'Indépendance, la ville a connu une croissance économique importante, cette croissance qui va être brutalement freinée pendant le mandat du président Chadli Bendjedid. En 1992 Batna est touché par la guerre civile et paya un lourd tribut, avec plusieurs milliers de victimes en 10 ans. À l'arrivée de Liamine Zéroual dans la présidence du pays, plusieurs projets ont été relancés à Batna.

## Toponymie
Plusieurs théories existent sur l'origine du nom de Batna, en berbère Tabatent. Elle tirerait son nom de l'arabe ﺒﻄﻦ (batn) signifiant littéralement « ventre », mais qui prend le sens en toponymie, particulièrement au Sahara, dans les Hauts Plateaux et dans le Tell, de « rebord escarpé d'un plateau », de « vallée plate », ou d'« endroit où l'on observe une halte avant d'entreprendre l'escalade d'une montagne »,.
D'autres versions existent et réfèrent à la période coloniale. La première est l'hypothèse du bivouac de l'arabe N'bet Hena (Nous bivouaquons ici), phrase dite par des chefs locaux aux soldats français,,. La seconde est que l'étymologie du nom vient d'une abréviation de la phrase en langue française bataillon nord-africain,.
D’après Khaled Bouali, enseignent de l'histoire et critique littéraire à l’université de Batna, le village nègre, qui été destiné par les colons français aux populations noires et locales, provient de l'ancien village sous domination ottomane. Dans ce village, à l'arrivée des soldats français, existaient des ruines de Numidie de l'ancien emplacement qui portait le nom de Rabatna. Le Ra serait un partitif de divinité et Batna, la déesse numido-punique de la face cachée de la lune, déesse du mal et du châtiment de l'orgueil démesuré des humains. Le nom donc de Batna, n'est que le nom de la déesse éponyme, dépourvu de partitif .

## Avant la colonisation française

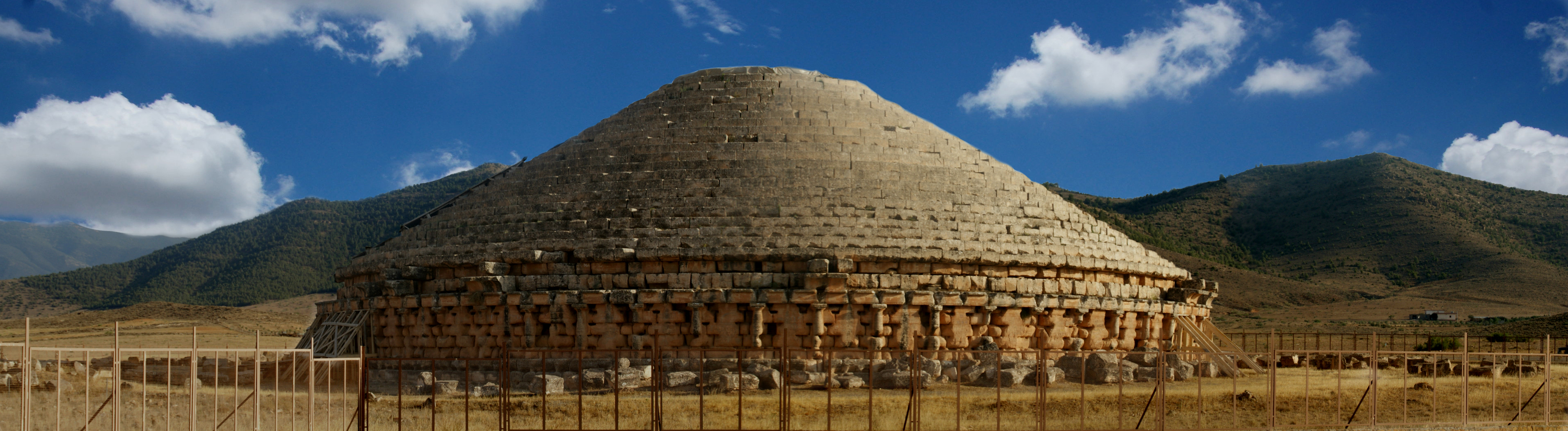
Le mausolée de Medghassen dans les Aurès près de Batna, date de 300 av. J.-C. Il s'agit d'un monument numide et du plus ancien mausolée de l'Algérie.

La région de Batna faisait partie de la Numidie et des premiers royaumes indépendants berbères comme l'atteste le monument de Madracen non loin de la ville,. À quelques centaines de mètres au nord-est du futur village Nègre, sans doute sous influence carthaginoise, un des anciens aguellids numides le roi Gaïa, ordonna la construction du temple consacré à la divinité Rabetna.
Les vestiges de ce temple, ainsi que trois statuettes représentant la déesse Rabetna furent découverts par un détachement de la III légion d'Auguste, dont le siège fut déplacé sous le règne de l'empereur Hadrien, de Thevest (Tébessa) à Lambaesis (Lambèse). Les éléments du détachement romain utilisèrent les pierres du temple écroulé et abandonné depuis longtemps déjà, pour élever un fort en avant-poste de leurs positions afin de protéger la garnison centrale de Lambaesis. Les ruines de ce fort demeurèrent jusqu'à l'arrivée de l'armée française dans ces lieux qui utilisa à son tour ces pierres dans la construction du camp.
Trois principales tribus vivent alors dans la région de la future ville située entre Ich Ali Gabel et Belezma. Il s'agit de Ayth Chlihs dont les habitants vivent entre Hamla ex-Condorcet et Taghit futur Victor Duray. Les Ayth Sidi Yahia dont les habitants vivent à l'emplacement des actuels quartiers de la ville Parc à Fourrage, une partie de Bouakal et jusqu'à Lambèse et ont leur zaouïa,. Les Ouled Aadi d'origine hilalienne, possèdent la plus grande partie de la terre de la vallée, et vivent au sud-ouest de l'actuelle ville sur l’axe Tamachit, Bouakal Z’mala et aussi une partie de Kechida. La tribu des Fezzan, Berbères d'origine tripolitaine, se concentre à la Zaouïa de Z’mala. Les Français la baptisent à leur arrivée « Village Nègre », à cause d'une importante population noire, les Zenagas (qui parlent le berbère subsaharien), des descendants des Sanhadjas. Les Hraktas, tribu berbère, ont des terres pour leurs pâturages et des lieux saints dans cette vallée. Les routes sont protégées par toutes ces tribus contre les razzias des autres tribus proches et les attaques ottomanes. Le commerce est prospère dans cette vallée, les gens passent par cette vallée pour aller à Constantine, venant de Khenchela, d'Arris, de Menaa, de Biskra, etc.
La ville de Batna a existé avant sa création officielle, sous le nom de Baitnah, déjà citée dans les écrits du voyageur britannique Thomas Shaw, dans son livre publié en 1738,,

## Algérie française (1830-1962)

### Naissance de la ville

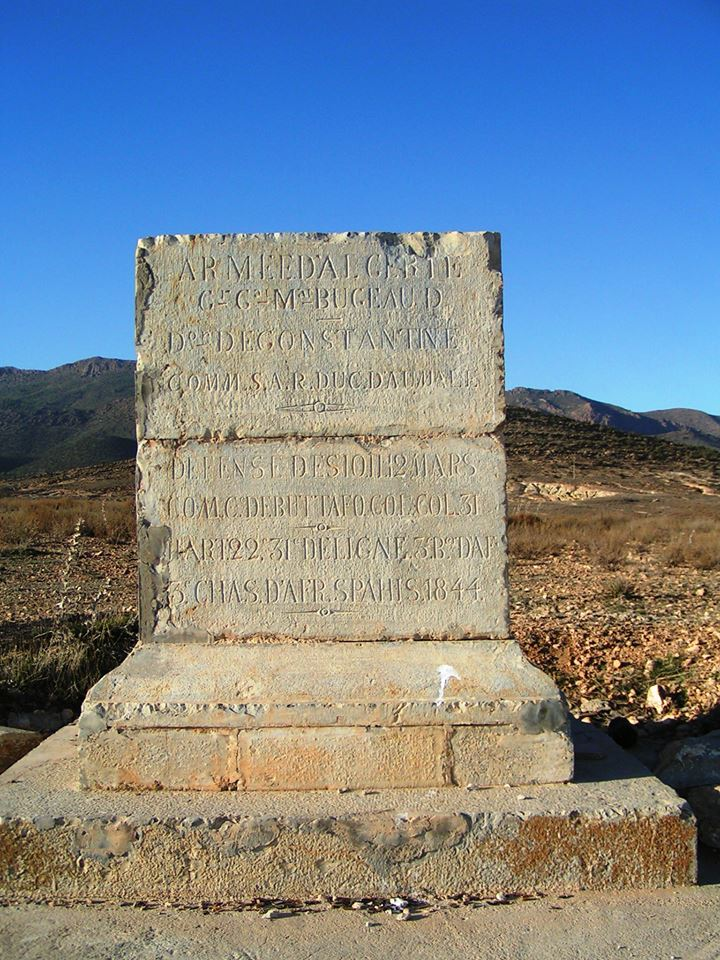
Stèle inaugurale de Batna à son emplacement initial en 1998.

Dans le seuil qui sépare les monts du Belezma de l’Aurès proprement dit, il n’y a en 1840 qu’un terrain marécageux et quelques mechta. Stéphane Gsell dans son atlas archéologique ne signale que quelques vestiges romains épars : des restes d’enceinte et de constructions, un poste de guet au-dessus de Bouzourane, une borne marquant les 8 milles de Lambèse, et, au col de Batna sur la ligne de partage des eaux à 1 083 m, les traces d’une villa romaine importante, avec source, thermes et bassins, pressoir et tombeaux (un sarcophage chrétien).
Malgré le traité de Tafna, l’armée française franchit les portes de fer et prend Constantine, la même année. Ahmed Bey avait rejoint, à Biskra, un lieutenant d’Abd el-Kader, Mohamed-Seghir. le Duc d’Aumale, nommé gouverneur de Constantine en 1843, décide d’aller continuer la conquête de la France dans les Zibans. Une colonne sous les ordres du colonel Buttafoco se met en route fin janvier 1844 et bivouaque le 12 février juste à mi-route de Biskra (119 km) près de l'endroit de l'embranchement des routes des Batna-Bemelle et Batna-Condorcet et de la Mella. Buttafoco se rendant vite compte de la situation stratégique de l'endroit (à mi-chemin entre Constantine et Biskra), l'expédition décide, dès 1844, la construction d'un camp militaire fixe destiné à contrôler les différents axes routiers. Une stèle situe encore l’endroit de ce bivouac près de la ferme des tourelles. une redoute en pierres et fascines est dressée où seront laissés les malades et une partie des provisions.
L’expédition de Biskra s’étant déroulée sans grands problèmes (sauf un combat à M’Chouchène, le 21 mars), les 3 000 hommes rentrent vers le camp de Batna, assailli en leur absence par les Ouled soltane. Ceux-ci sont repoussés, mais le camp est déplacé en avril à 2 km, au sud-est près des ruines du lieu-dit Ras-el-Aïoun-Batna qui se traduit de l'arabe tête des sources de Batna (Village Nègre', actuellement quartier de Z’mala),. Le camp est désormais destiné à protéger la route du Tell au Sahara. La situation était bien choisie, car Batna est à 1 021 m au-dessus du niveau de la mer. Quelques maisons se bâtissent près du camp : cantines, ateliers, etc. le colonel fait tracer les alignements des futures rues qui vont toutes se couper à angle droit, il bâtit aussi avec les fragments des monuments antiques de Lambèse un musée en plein air,.
| Image | Blasonnement |
| ----- | --- |
|       | Batna coupé : au premier d'azur à la chaîne de montagnes de sable, à l'arc de triomphe d'or posé sur la ligne de partition et brochant sur le tout, au second parti au I de gueules aux deux clefs d'or passées en sautoir et au II d'or au cèdre arraché de sinople |

### Développement

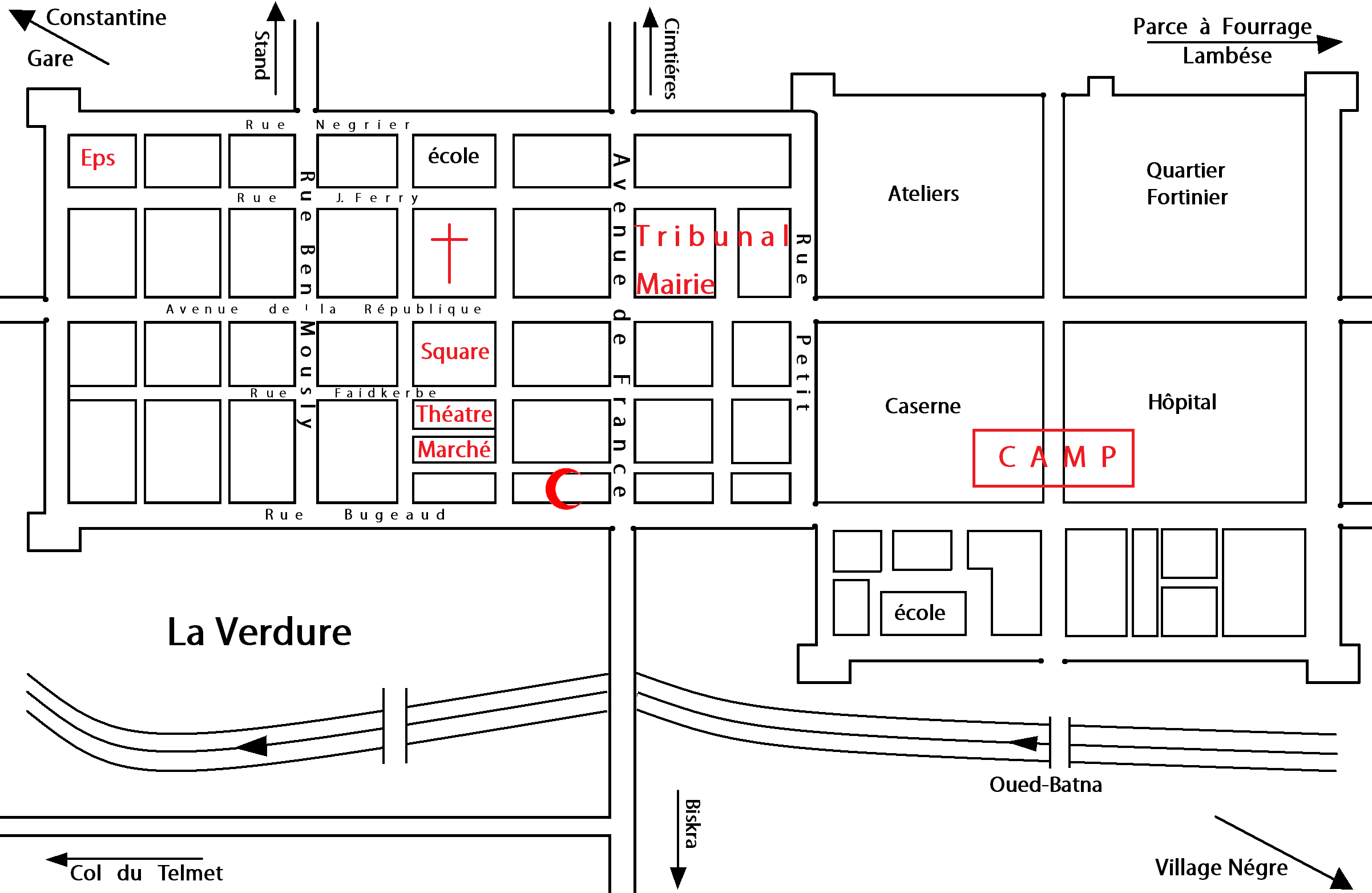
vieux plan de Batna à l’époque de sa fondation et développement

Le décret du 12 septembre 1848, signé par Napoléon III, crée la nouvelle ville, lui donne le nom de Nouvelle-Lambèse, mais celui du 20 juin 1849 lui rend le nom de Batna,. Sources et climat favorisent moins les vergers que la forêt de cèdres et de chênes voisine et les céréales (blé dur et orges). L’Oued Batna permet d’irriguer prairies et jardins à l’ouest (ce secteur est baptisé La Verdure).
Les constructions des quartiers de la ville coloniale est entamée seulement après l'édification de la muraille. Pour assurer la protection des futurs colons. un grand rectangle, orienté du nord vers le sud, représente le premier noyau de la ville naissante.
Plusieurs infrastructures sont construites, La mosquée du Camp est de 1845, les deux écoles (Jules-Ferry et Gambetta) de 1851, la justice de paix de 1853, l’église de 1858. P. Pourchié, premier curé, arrivé en juin 1840 dispose d’une chapelle provisoire au camp. L’église, commencée en 1855, est utilisée dès 1858 et consacrée en 1863, disposant d'un vicaire dès 1850. Des sœurs de la doctrine, arrivées en 1851, tiennent l’école communale jusqu’en 1880, devenue école libre de 1880 1910. L'hôtel d'Orient et d'Angleterre est construit pour accueillir les touristes avant la Première Guerre mondiale, vers 1885; quelques célébrités mondiales y séjournent, dont John Wayne et Mohammed Abdel Wahab.
Un décret de février 1860 fait de Batna une commune de plein exercice. Elle compte alors 5 990 habitants (1 947 français 647 juifs (avant le décret Crémieux de 1870), 273 étrangers naturalisés, 384 étrangers et 2 739 "indigènes"), avec un conseil municipal élu en 1866.
Paludisme et choléra en 1855 éprouvent soldats et ouvriers. Un bel hôpital militaire est bâti en 1866. Le tremblement de terre de 1867 fait de nombreuses victimes dans la ville. Avant la visite de Napoléon III, du 31 mai 1865 au 3 juin, M. Bocca (architecte), organise un concours pour construire un arc de triomphe d'un aspect monumental d'une hauteur de douze mètres sur dix de largeur. Sa place est choisie au rond-point d'où l'on voit les quatre portes de la ville. Les colons, agacés par les vols qu'a provoqués la famine de 1866 et de 1867 dont souffrirent cruellement les habitants de la région, s’opposent en mai 1870 à cette politique d’assimilation.

### Les insurrections des Aurès 1871 et 1916
La défaite de l’empereur à Sedan en septembre 1870 et la proclamation de la république réjouissent la population européenne qui désigne, dans l’effervescence, de nouvelles municipalités. l’armée affaiblie, n’intervient pas.
La crise d’autorité provoquée par la commune de 1871, des injustices et des maladresses causant la mutinerie des spahis favorisent le soulèvement de Mokrani, auquel les Rahmaniya ajoutent, en mai 1871, un goût de guerre sainte, dix villes, dont Batna, sont assiégées. La milice défend la place ou viennent se réfugier les fermiers isolés. Fin avril, des ouvriers sont massacrés à la scierie Sallerin de Chaabet Ouled Chlih et au Ravin Bleu. La peur entraîne une répression disproportionnée (arrestations en ville, razzias au dehors, meurtres pour des raisons futiles, massacre de goumiers à Ain Yagout, etc). Des combats sanglants se déroulent au djebel Kasrou et au djebel Mestaoua (dant les soldats n’arrivent pas à prendre le Kef fortifié). Le calme se rétablit peu à peu. Pour éviter le retour de telles secousses, la division de Constantine s’installe à Batna en décembre, et l’on construit un mur d’enceinte percé de quatre portes et flanqué de redoutes (le fortin et le Bourj Bou Diaf).
On construit le chemin de fer dès 1875 et des petits périmètres de colonisation proches (Condorcet, Victor Duruy, Fesdis, Mac Mahon). On distribue aux nouveaux colons, émigrés d’Alsace-Lorraine, les terres confisquées aux tribus rebelles. Quelques-uns s’aventurent dans les régions entre 1871 et 1880. Des centres sont créés entre Setif et Batna après 1891, ainsi Merouana en 1905. Batna devient, en 1885, sous-préfecture du département de Constantine, et siège d’une subdivision militaire avec bureau arabe et sous-intendance. La population, européenne aux 4/5, ne dépasse pas les 4 000 personnes.
Le soulèvement, mené en 1879 par Mohand Ameziane Ben-Djarrallah, dure peu et ne trouble pas la vie de Batna. par contre celui des Ouled Soltane autour de Mac Mahon en novembre 1916 préoccupe vivement les autorités. Provoqué par le rappel de la classe 1917, il entraîne des désertions, des pillages et des assassinats. Barika, Medina, Mac Mahon sont assaillies par des groupes que mène Benali. le sous-préfet de Batna est tué, ainsi que l’administrateur de Mac Mahon,. Les Européens doivent quitter Merouana pendant que les insurgées du djebel Mestaoua font des bombardements avec le Medfâa Kerrouch (un canon en bois de chêne qui explose au 5e obus). La répression dure jusqu’en avril 1917, faisant appel à des troupes de Tunisie, à l’artillerie et à une escadrille d’avions,. La guerre 1914-1918 se termine, avec 82 français et un nombre non connu de tirailleurs morts.

### Vers la révolution (1919 - 1954)

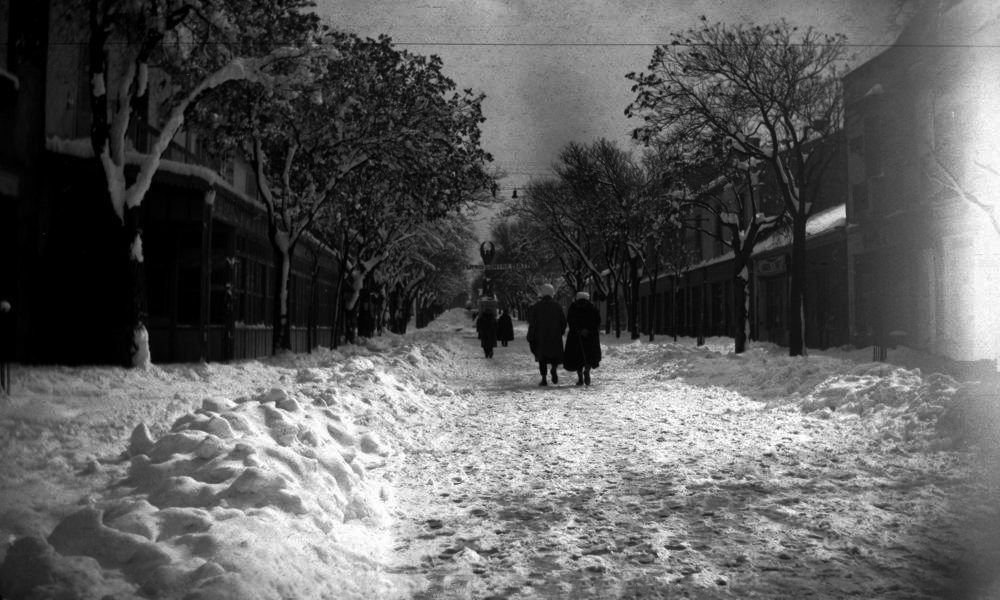
Batna sous la neige (février 1935)

Pendant 20 ans, Batna va jouer son rôle de centre administratif et commercial. Hôtel de ville, tribunal, justice de paix, hôpital, bureau arabe accueillent paysans et montagnards. Trésor, recette des postes, marché, halle aux grains épaulent commerçants et artisans : armuriers, bourreliers, forgerons, charpentiers, grossistes, etc. Un nouvel apport de colons (espagnols et italiens) accroît la population.
La ville était cosmopolite, il y avait des personnes d'origines et de confessions extrêmement diverses, des Chaouis, Kabyles, Mozabites, Soufis, Arabes, Africain, Kouloughlis, et toutes sortes de métissages entre ces différentes origines ethniques. Ils étaient musulmans pour la plupart, mais il y avait également, des juifs d'Algérie et de nombreux chrétiens originaires de France (de Corse notamment), de Malte, d'Italie, de Sicile, d'Allemagne, et même de Russie.
Plusieurs confédérations d'autochtones étaient concentrées dans le vieux Quartier du Camp de la ville et de la Zmela alors que beaucoup d'Européens habitaient le quartier du Stand où vivaient aussi des musulmans algériens de classes plus ou moins aisées, ainsi que quelques familles de juifs d'Algérie.
La guerre de 1930-40 mobilise, sans distinction, les hommes valides. Après le débarquement américain de 1942, un bataillon sera formé, dans l’est, pour participer aux compagnes d’Italie, de France et d’Allemagne. Certains suivront en Indochine.
les évènements de mai 1945 toucheront peu Batna où tous se connaissent et s’estiment souvent depuis l’école. Pourtant l’influence des Oulémas de 1930, les poussées nationalistes, et non-application du Statut Organique de 1947, favorable à l’assimilation, conduiront les militants vers la lutte armée.
Batna dépasse en 1949 les 25 000 habitants. Avec le soutien de l’Égypte, des hommes tels que Mostefa Ben Boulaïd, Abbas Laghrour, Hocine Lamrani, etc., vont réussir, par leur ténacité, à soulever tout le pays. Au lendemain du tremblement de terre d’Orleansville le 9 septembre 1954 et avant la visite du ministre de l’intérieur François Mitterrand ils vont soutenir le C.R.U.A. jeter les bases du parti FLN et de l’armée ALN, diviser le pays en 6 wilayas, stocker près d’Arris des armes et des équipements, et décider la date de l’insurrection.

### La guerre de libération (1954 - 1962)

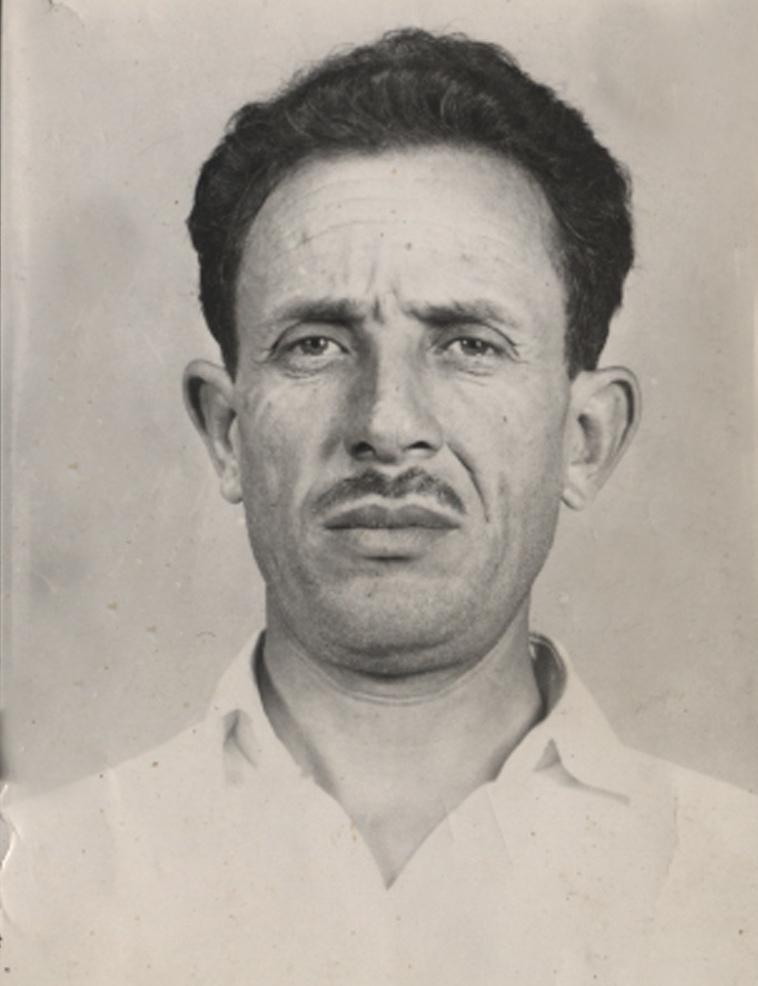
Mostefa Ben Boulaïd

La révolution éclate le 1er novembre 1954, à l’aube. Deux sentinelles sont tuées au camp. le caïd Ben-Sadok et Guy Monnerot sont tués à Tighanimine. Arris est isolé. Au début, les autorités croient à des actions ponctuelles, dans la ligne des bandits d’honneur (Grine Belkacem, tué le 28-11-1954) et se contentent de renforcer la surveillance militaire des Aurès, 9e chasseurs d’Afrique vont s’ajouter la légion des Sénégalais, des parachutistes, de l’artillerie, des blindés (AMX) et de l’aviation.
Au fur et à mesure que l’armée va contrôler le massif, la population va, sous la poigne ferme du FLN, basculer de la sympathie à l’engagement total. Le maquis prend peu à peu de l’extension, avec ses structures (relais, cotisations, cour martiale, etc.) et ses liaisons avec Alger et l’extérieur.
De son côté, la répression est brutale : le Camp, le Fortin, la Ferme Rouge (F. Lahmar, près de Fesdis) vont servir de lieux de torture ; la ferme Lucas, à Fontaine-Chaude, regroupera les suspects avant leur envoi à Constantine. La population, maire en tête A. Malpel, manifestera dès 1955 contre les abus du lieutenant Têtard (dont les chiens ont déchiqueté un aveugle). On découvrira même à Khenchela, en 1981, un charnier de plus de 900 corps.
En ville, l’état d’urgence s’installe. Les quartiers sont quadrillés pas les territoriaux, des contrôles sont effectués aux portes, il faut un laissez-passer pour sortir en zone interdite. Des convois se constituent pour Merouana ou Arris, avec couverture aérienne ou la protection des tours de guet qui veillent sur les passages névralgiques. Malgré tout, de fréquents attentats ont lieu, et la police est sur les dents, en quête de renseignements.
240 soldats mourront à Batna entre novembre 1954 à avril 1957, d’après les registres paroissiaux, et un nombre inconnu de résistants seront inhumés, à la hâte, dans un coin du djebel là même où ils sont tombés.
En 1956 Batna devient le chef-lieu du département des Aurès, qui est encore très dépendant de Constantine et où se tient, en août, le congrès de La Soummam (C.N.R.A.).
Le 26 aout 1960 à 9 heures 15, une grenade défensive a explosé devant le marché de la ville. Les victimes selon le livre Au forgeron de Batna de Jean-Pierre Marin ont été de 5 morts et 29 blessés, et de 2 morts et 30 et un blessé selon le journal Le Monde, tous musulmans et un gardien de la paix européen blessé.
Batna, qui a un général nommé Georges Parlange depuis avril 1955 et une préfecture depuis 1956 dans la daira actuelle, reste calme au moment du cessez-le-feu. L’O.A.S y a peu de crédit et l’exode qui touche les Français de l’Algéroise dès cette époque n’y sera sensible qu’en juin, à l’approche de l’été. Donnant cours à un florissant marché de meubles, vaisselle, linges hétéroclites la population dépasse 55 000 habitants, mais il ne restera bientôt qu’une poignée des 3 000 chrétiens et juifs de la ville. En juillet Ferhat Abbas fait une visite à Batna pour célébrer la victoire de la liberté.

## Algérie indépendante

### L’expansion de 1962 à 1991

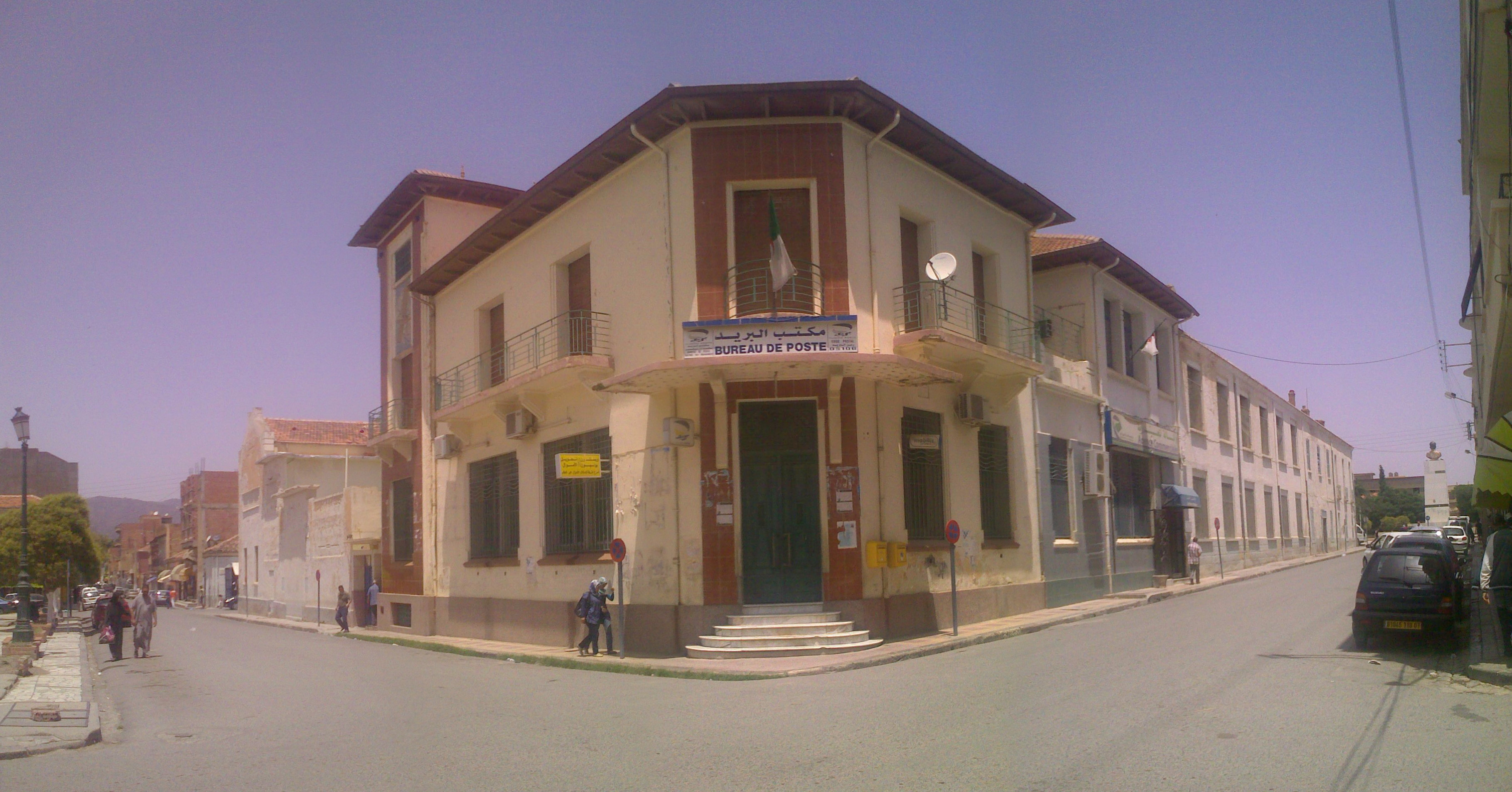
Ancien bâtiment datant de l'époque coloniale utilisé comme bureau de poste.

De 1962 à 1965, Batna garda le découpage militaire de l'ALN : elle était le chef-lieu de toute la région des Aurès. Pendant ces toutes premières années de l'Indépendance, la ville a connu une croissance économique importante.
Pendant le mandat du président Houari Boumédiène (1965 - 1979), plusieurs millions d'arbres seront plantés par les jeunes appelés de l'armée dans les montagnes avoisinant la ville (Kasrou, pic des cèdres ou col de Telmet (forêt de Belezma), Bouarif, Mont Chélia, etc.), pour remplacer les arbres calcinés par les bombardements français.
L'église de la ville fut détruite dans les années 1970 pour être remplacée par une placette en marbre.
Dans les années 1970, la ville de Batna s'agrandira harmonieusement et se développera grâce au secteur industriel où plusieurs projets vont aboutir (complexes textile, cuirs, etc.) grâce à la contribution des entreprises de l'État ainsi qu'aux entrepreneurs locaux. Malgré un régime socialiste, la vie à Batna était agréable à tel point que plusieurs cadres de l'État, après une mutation à Batna, décidèrent d'y résider définitivement.
Cependant, cette croissance sera brutalement freinée pendant l'ère du président Chadli Bendjedid (1978-1991), d'une part par la corruption naissante et vite généralisée et d'autre part par les conflits d'intérêts tribaux et le clanisme despotique. Alors que la ville commençait à manquer cruellement d'eau, de routes et d'espace, quelques travaux de prestige furent réalisés, comme l'édification de l'office public omnisports de la wilaya de Batna du 1er novembre 1954, face au cimetière chrétien et juive de la ville, la rénovation du théâtre colonial de la ville, la construction de quelques cités d'habitations et de la maison de la culture ainsi que d'une salle de cinéma (le Colisée), d'une gare routière, etc. C'est aussi pendant cette période que Batna voit sa territorialité administrative nettement amputée, elle n'est plus que le chef-lieu de la Wilaya de Batna qui ne comprend plus les départements de Khenchela, de Aïn Béïda, de Biskra et d'Oum-El-Bouaghi.
| Image | Blasonnement |
| ----- | --- |
|       | Batna Parti : au premier de sinople à la clé au vide gueules, au deuxième coupé, en I d'azur à la grande mosquée du 1er-Novembre-1954, et en II de gueules au cèdre |

### Guerre civile de 1991 à 2002
Le 24 janvier 1992, sur pratiquement tout le territoire
national, notamment à Batna des affrontements entre l'Armée et les partisans du Front islamique du salut ont lieu à la sortie des mosquées, juste après la grande prière du vendredi. De nombreux jeunes vont choisir de vivre dans la clandestinité ou de rejoindre les maquis pour échapper aux arrestations massives et à la déportation dans les camps d'internement mis en place par l'armée dans le Sud.
Du 4 au 5 février 1992, un soulèvement populaire dans le quartier de Bouakal à Batna va faire 52 morts. Plusieurs centaines de militants du Front islamique du salut ont été tués ou exilés dans les camps du Sud. Ces événements se sont déroulés lors de la présidence de Mohamed Boudiaf. Par ailleurs, la ville de Batna paya un lourd tribut lors de la guerre civile, avec plusieurs milliers de victimes en 10 ans.
Les grands travaux furent relancés petit à petit pendant la décennie noire. Ainsi, pour désenclaver les Aurès, le président Liamine Zéroual, décida en 1997 la construction de l'aéroport international Mostefa Ben Boulaid, près du monument Medghassen. Il lancera aussi la construction du barrage de Timgad pour satisfaire la demande en eau potable de la région. La radio publique régionale de Batna fut créée à cette période et ses ondes couvrent aujourd'hui tous les Aurès.
Pendant la décennie 90, un exode massif des populations rurales mises en mouvement par la guerre, provoqua une brutale croissance démographique de la population batnéenne, ce qui entraîna une urbanisation anarchique et un étouffement de la circulation automobile, une flambée de l'immobilier mais surtout fera exploser la délinquance juvénile à la fin des années 2000.

### Batna de nos jours
Fin 2007, le président Abdelaziz Bouteflika relancera pour la ville quelques projets vitaux bloqués, comme le recouvrement des deux canaux d'eaux usées à ciel ouvert qui traversent la ville ou l'ordre de finalisation en un an du barrage de Timgad destiné au développement de l'agriculture, dont la construction avait débuté en 1994.
Le soir du 8 septembre 2007, un attentat, revendiqué par Al-Qaida, eut lieu au centre-ville, visant Bouteflika, qui y échappa de peu. Il fit de nombreuses victimes (19 morts et 100 blessés graves).
Pour désengorger le transport urbain de la ville de Batna, une étude de faisabilité pour un projet de tramway a été lancée en 2008. Après plusieurs mois de conflit d'intérêts intra-municipal, des travaux de bitumage des rues et ruelles de certains quartiers de la ville de Batna, d'un coût de 200 millions de dinars algériens, ont débuté en mai 2009.